# Il gran maestro della scuola demoniaca
Il gran maestro della scuola demoniaca (Titolo originale:魔道祖师S, Módào zǔshīP) è un romanzo fantasy dānměi scritto dall'autrice Mò Xiāng Tóng Xiù (墨香铜臭S) dal 2015 al 2016. La narrazione si svolge in un mondo xiānxiá, in cui gli esseri umani tentano di raggiungere l’immortalità (仙S, xiānP) attraverso la coltivazione. In seguito ad alcuni avvenimenti, il protagonista del romanzo, Wèi WúXiàn, devia dal normale percorso di coltivazione e si dedica al mó dào (la scuola demoniaca).
Il gran maestro della scuola demoniaca venne pubblicato inizialmente sulla piattaforma online Jìnjiāng Wénxuéchéng (晋江文学城S), mentre la prima edizione cartacea in cinese tradizionale è stata distribuita da Pinsin Studio (平心工作室S) nel 2016. Nel 2018, la Sichuan Literature and Art Publishing House (四川文艺出版社S) ha pubblicato l’opera in cinese semplificato.
Esistono tre versioni de Il gran maestro della scuola demoniaca: la prima venne pubblicata online; la seconda fu rivista dall'autrice per correggere eventuali errori e buchi di trama; la terza e ultima versione, sempre rimaneggiata dalla scrittrice, ha visto l'eliminazione di alcune scene.
Il romanzo è stato trasposto e adattato per altri media. Al momento sono disponibili un dònghuà (di cui uno spin off chibi) e un anime, un mànhuà, una webserie, un radiodramma (di cui esiste sia la versione cinese che giapponese) e due film.

## Trama
Nonostante il suo contributo durante la Campagna dell’Eclissi per rovesciare il dispotico Clan Wēn, gli altri clan iniziano a temere il potere di Wèi WúXiàn (魏无羡S) e i suoi metodi di coltivazione eretici. I quattro clan più potenti si alleano nuovamente e attaccano il Colle dei Sepolcri, il rifugio di Wèi WúXiàn, riuscendo a sconfiggerlo. Tredici anni dopo la sua morte, il suo spirito viene evocato da Mò XuánYǔ (莫玄羽S), un folle rifiutato dal suo clan e disprezzato dalla propria famiglia, che decide di sacrificare il proprio corpo e la propria anima per evocare lo spirito di Wèi WúXiàn chiedendo vendetta. In seguito al suo ritorno, Wèi WúXiàn si imbatterà in volti conosciuti legati al proprio passato e a causa di una serie di avvenimenti inizierà a viaggiare con uno di essi, Lán WàngJī (蓝忘机S). Il loro viaggio li porterà a scoprire molto più di quanto avrebbero creduto, portando alla luce gli eventi che realmente si celano dietro alle vicende di tredici anni prima e che causarono la morte di migliaia di persone, compreso Wèi WúXiàn.

## Ambientazione
Il romanzo è ambientato in una Cina antica e fantastica in cui esistono persone che tramite la coltivazione (una combinazione di studi spirituali e arti marziali) sono in grado di aspirare all’immortalità. Questi cultori sono riuniti in Scuole di Coltivazione organizzate intorno a un clan, nonostante non manchino cultori solitari. Il loro compito è quello di proteggere le persone da spiriti, demoni, mostri e morti viventi.

### Scuole di Coltivazione
Esistono numerose scuole di coltivazione che si differenziano per prestigio e dimensioni. Cinque sono le più rinomate:
| Scuola Jiāng di Yúnmèng (云梦江氏S, Yúnmèng Jiāng shìP) |
| Il clan Jiāng è il clan di adozione di Wèi Wúxiàn guidato attualmente da Jiāng Chéng e in precedenza da suo padre, Jiāng FēngMián. La sede della scuola di coltivazione del clan è Distesa del Loto, a Yúnmèng, e il suo stemma e il loto a nove petali. I membri del clan Jiāng portano con sé un campanellino d'argento su cui è inciso il loto a nove petali e che aiuta a concentrarsi e a calmare la mente. Motto: Puntare all’impossibile                                                     |
| Scuola Lán di Gūsū (姑苏蓝氏S, Gūsū Lán shìP) |
| Il clan Lán è il clan di appartenenza di Lán WàngJī, guidato dal fratello maggiore di quest'ultimo, Lán XīChén. La residenza della scuola Lán è Dedalo di Nubi, a Gūsū, ed è simboleggiata da delle nubi al vento. La particolarità della scuola Lán è l'uso della musica nelle sue tecniche di coltivazione. I membri della scuola Lán indossano un nastro bianco attorno alla fronte, nel caso dei discendenti diretti del clan sul nastro sono ricamati dei cirri. Motto: Eleganza e rettitudine |
| Scuola Jīn di Lánlíng (兰陵金氏S, Lánlíng Jīn shìP) |
| Il clan Jīn si è posto a capo del mondo della coltivazione in seguito alla caduta del clan Wēn. La scuola è guidata da Jīn GuāngYáo e si trova a Terrazza della Carpa Dorata a Lánlíng. Il loro simbolo è la regina delle peonie. I membri del clan Jīn sono caratterizzati da un segno rosso sulla fronte, simile a un bindi. Motto: Orientare la saggezza, dichiarare gli intenti, illuminare il mondo di fulgore vermiglio.                                                                      |
| Scuola Niè di Qīnghé (清河聂氏S, Qīnghé Niè shìP) |
| La scuola Niè di Qīnghé è guidata da Niè HuáiSāng, succeduto a capo del clan in seguito alla morte del fratello maggiore, Niè MíngJué. La scuola si trova nel Reame Impuro, a Qīnghé. Il loro simbolo è la testa di una belva feroce. Questa scuola si differenzia dalle altre perché usa delle sciabole al posto delle spade. |
| Scuola Wēn di Qíshān (岐山温氏S, Qíshān Wēn shìP) |
| La scuola Wēn di Qíshān era guidata da Wēn RuòHán e fu distrutta durante la Campagna dell'Eclissi, in cui le altre scuole si unirono per combattere contro il regime dittatoriale dei Wēn. La scuola si trovava nella Capitale del Sole Immortale, a Qíshān. Il loro simbolo era il sole, a simboleggiare che l'egemonia del clan sarebbe durata in eterno. |

### Personaggi
In passato in Cina gli uomini, oltre al nome dato alla nascita, ricevevano un nome di cortesia (字S, zìP) quando raggiungevano l'età adulta. Questo poteva venire assegnato dalla famiglia o essere scelto dalla persona in questione. L'usanza non era altrettanto diffusa per le donne che potevano in alcuni casi riceverlo al momento del matrimonio. Usare il nome di nascita di una persona se non si aveva un rapporto stretto era sintomo di maleducazione. I personaggi di questo romanzo hanno un nome di nascita, un nome di cortesia e in alcuni casi un titolo. Il titolo (号S, hàoP) era un altro nome, simile a un nome d'arte, che la persona assegnava a se stessa o che gli veniva assegnato da altri. Nel romanzo non è specificata l'origine dei titoli dei personaggi. 

#### Personaggi principali
Nome di nascita: Wèi Yīng (魏婴S)
Nome di cortesia: Wèi WúXiàn (魏无羡S)
Titolo: Patriarca di Yílíng (夷陵老祖S, Yílíng lǎozǔP)
Il protagonista del romanzo. Figlio di CángSè la Raminga (藏色散人S, CángSè SànRénP) e Wèi ChǎngZé (魏长泽S), viene adottato da Jiāng FēngMián alla morte dei suoi genitori e cresce a Distesa del Loto insieme a Jiāng Chéng e Jiāng YànLí come se fossero fratelli. Da subito si dimostra uno studente brillante e molto versato nella coltivazione, nonostante tenda a mettersi nei guai a causa della sua vivacità. In seguito all'attacco del clan Wēn alla scuola Jiāng, Wèi WúXiàn inizia a praticare la coltivazione demoniaca. Nonostante le sue abilità siano state apprezzate durante la guerra contro gli Wēn, presto le altre scuole iniziano a temerlo e si innescano una serie di eventi che portano alla sua morte. Tredici anni dopo, Mò XuánYǔ evoca il suo spirito e Wèi WúXiàn, durante gli eventi narrati nel romanzo, incontra nuovi alleati e vecchie conoscenze, scoprendo così la verità dietro gli eventi di tredici anni prima.
Nome di nascita: Lán Zhàn (蓝湛S)
Nome di cortesia: Lán WàngJī (蓝忘机S)
Titolo: Portatore di Luce (含光君S, HánGuāng-jūnP)
Lán WàngJī è una delle due Giade dei Lán, fratello minore dell'attuale capoclan della scuola Lán di Gūsū. È freddo e distaccato, cortese, ma anche molto responsabile e severo. Incontra per la prima volta Wèi WúXiàn a Dedalo di Nubi, mentre questi cerca di portare all'interno della scuola del liquore dopo il coprifuoco, infrangendo così le regole di Dedalo di Nubi. A partire da questo momento i due si scontreranno spesso a causa della vivacità di Wèi WúXiàn, che cercherà in tutti i modi di provocare e attirare l'attenzione di Lán WàngJī. Sarà il primo a riconoscere Wèi WúXiàn al suo ritorno nel mondo dei vivi.

#### Membri del Clan Jiāng di Yúnmèng
Nome di cortesia: Jiāng FēngMián (江枫眠S) 
Jiāng FēngMián era il precedente capoclan del clan Jiāng di Yúnmèng. Era il padre di Jiāng Chéng e Jiāng YànLí. In seguito alla morte di CángSè la Raminga e Wèi ChǎngZé ha adottato Wèi WúXiàn, trattandolo come parte della famiglia. Il suo atteggiamento nei riguardi di Wèi WúXiàn era alla base dei litigi con la moglie, Yú ZǐYuān.
Nome di nascita: Yú ZǐYuān (虞紫鸢S) 
Titolo: Ragno Viola (紫蜘蛛S, Zǐ zhīzhūP)
Era la madre di Jiāng Chéng e Jiāng YànLí e la moglie di Jiāng FēngMián, ma avevano frequenti litigi a causa dei caratteri incompatibili dei due e del trattamento di favore del marito verso Wèi WúXiàn. Yú ZǐYuān ha sempre risentito Wèi WúXiàn, accusandolo di essere la causa di tutto ciò che si abbatteva sulla loro famiglia.
Nome di nascita: Jiāng Chéng (江澄S) 
Nome di cortesia: Jiāng WǎnYín (江晚吟S)
Titolo: Campione dei Tre Veleni (三毒圣手S, Sāndú ShèngshǒuP)
Jiāng Chéng è l’attuale capoclan del clan Jiāng di Yúnmèng. Fratello minore di Jiāng YànLí e fratello adottivo di Wèi WúXiàn. Nonostante i favoritismi del padre e le interferenze della madre, Wèi WúXiàn e Jiāng Chéng sono cresciuti molto uniti e sono rimasti l’uno al fianco dell’altro fino a quando le cose sono degenerate con lo scontro alla Città Senza Notte, in seguito alla Campagna dell'Eclissi, quando la rabbia e il dolore di Jiāng Chéng si sono trasformati in odio verso Wèi WúXiàn. È ossessionato dallo scovare ed eliminare i cultori demoniaci e dalla ricerca di Wèi WúXiàn, che lui crede essersi impossessato del corpo di qualcuno e quindi non veramente morto.
Nome di nascita: Jiāng YànLí (江厌离S)
È la sorella maggiore di Jiāng Chéng e adottiva di Wèi WúXiàn. È una ragazza gentile e affettuosa, promessa in sposa a Jīn ZiXuān fin da piccola, nonostante lui inizialmente non la ricambiasse. Ha sempre sostenuto i suoi fratelli e non ha mai smesso di credere in Wèi WúXiàn.

#### Membri del Clan Lán di Gūsū
Nome di nascita: Lán Huàn (蓝涣S)
Nome di cortesia: Lán XīChén (蓝曦臣S)
Titolo: Signore del Lustro Fiorente (泽芜君S, ZéWú-jūnP)
Lán XīChén diventa capoclan della Scuola Lán di Gūsū in giovane età, è una delle Due Giade dei Lán e il fratello maggiore di Lán WàngJī. Inoltre è è conosciuto come uno dei Tre Venerabili insieme ai suoi fratelli giurati, Niè MíngJué e Jīn GuāngYáo. La sua personalità è diversa da quella di Lán WàngJī, in quanto è meno freddo e distaccato; Lán XīChén è fiducioso e leale e tende a essere molto protettivo verso le persone che ama.
Nome di cortesia: Lán QǐRén (蓝启仁S)
Lán QǐRén è lo zio di Lán XīChén e Lán WàngJī. È uno degli anziani del clan Lán ed è famoso per le sue capacità di insegnamento, grazie alle quali riesce a ottenere il meglio anche dagli studenti più recalcitranti. Ha cresciuto Lán XīChén e Lán WàngJī a causa della reclusione autoimposta dei genitori e ha tentato di educarli in modo che non commettessero gli errori del padre.
Nome di nascita: Lán Yuàn (蓝愿S)
Nome di cortesia: Lán SīZhuī (蓝思追S)
È un discepolo della Scuola Lán di Gūsū cresciuto fin dalla tenera età a Dedalo di Nubi. È un ragazzo responsabile, educato e gentile, per questo motivo assume spesso una posizione di leadership tra i discepoli del clan Lán.
Nome di cortesia: Lán JǐngYí (蓝景仪S)
È un discepolo della Scuola Lán di Gūsū e amico di Lán SīZhuī. È irascibile e non gli piacciono le persone rumorose o che non rispettano le regole, anche se è a sua volta rumoroso quando si arrabbia. Nonostante questo è sempre pronto a proteggere i suoi amici.

#### Membri del Clan Jīn di Lánlíng
Nome di cortesia: Jīn GuāngShàn (金光善S)
Il precedente capoclan del clan Jīn, famoso per essere libertino ed infedele. Tra i suoi figli illegittimi compaiono Jīn GuāngYáo e Mò XuánYǔ, l’unico figlio legittimo è Jīn ZiXuān.
Nome di nascita: Mèng Yáo (孟瑶S)
Nome di cortesia: Jīn GuāngYáo (金光瑶S)
Titolo: Venerabile dell'Eterna Fragranza (敛芳尊S, LiǎnFāng-zūnP)
Jīn GuāngYáo è il capoclan del clan Jīn di Lánlíng e zio da parte di padre di Jīn Líng. Nonostante fosse un figlio illegittimo avuto dal precedente gran maestro con una prostituta, è riuscito a raggiungere la vetta del mondo della coltivazione. È uno dei Tre Venerabili insieme ai suoi fratelli giurati, Lán XīChén e Niè MíngJué.
Nome di nascita: Qín Sù (秦愫S)
Qín Sù è la moglie legittima di Jīn GuāngYáo
Nome di cortesia: Jīn ZiXuān (金子轩S)
Jīn ZiXuān è l’unico figlio legittimo di Jīn GuāngShàn. In gioventù era arrogante e più di una volta si è scontrato con Jiāng Chéng e Wèi WúXiàn per aver mancato di rispetto a Jiāng YànLí. Solo crescendo questo suo tratto è andato correggendosi e ha iniziato a provare sentimenti per Jiāng YànLí. Nonostante l’arroganza, fin da giovane ha dimostrato un forte senso di giustizia anche in situazioni di pericolo.
Nome di nascita: Jīn Líng (金凌S)
Nome di cortesia: Jīn RúLán (金如兰S)
Jīn Líng è l'erede del rango di gran maestro del clan Jīn. È nipote di Jīn GuāngYáo e Jiāng Chéng, ma è prevalentemente il secondo ad occuparsene. Possiede un cane spirituale di nome Fata regalatogli da Jīn GuāngYáo. A causa del suo passato, è orgoglioso ed irascibile e per questo motivo non ha molti amici. Nonostante questo, si sforza di migliorare e diventa amico di Lán SīZhuī e Lán JǐngYí.
Nome di cortesia: Mò XuánYǔ (莫玄羽S)
Mò XuánYǔ è uno dei figli illegittimi di Jīn GuāngShàn, ha tentato di intraprendere il percorso della coltivazione, ma è stato cacciato con disonore a causa delle sue scarse capacità e dei suoi comportamenti inappropriati che hanno portato ad uno scandalo. La madre è morta poco dopo il suo ritorno e lui è diventato oggetto dello scherno e dei soprusi dei suoi familiari a causa del suo fallimento e della sua omosessualità. Per vendicarsi del trattamento subito, sacrifica il suo corpo e la sua anima per evocare Wèi WúXiàn.

#### Membri del Clan Niè di Qīnghé
Nome di cortesia: Niè MíngJué (聂明玦S)
Titolo: Venerabile della Lama Scarlatta (赤锋尊S, ChìFēng-zūnP)
Niè MíngJué era il capoclan del clan Niè di Qīnghé e il fratellastro maggiore di Niè HuáiSāng. Era fratello giurato di Lán XīChén e Jīn GuāngYáo, conosciuto come uno dei Tre Venerabili. Aveva un carattere intransigente, irascibile e intollerante verso coloro che si comportavano in modo immorale. In vita ha avuto spesso scontri con Jīn GuāngYáo a causa dell’ambiguità morale di quest’ultimo, di cui Niè MíngJué non si fidava del tutto nonostante fosse stato il primo a credere in lui quando era ancora conosciuto come Mèng Yáo.
Nome di cortesia: Niè HuáiSāng (聂怀桑S)
Titolo: Non-so-niente (一问三不知S, Yī wèn sān bùzhīP)
Attuale capoclan del clan Niè e fratello minore di Niè MíngJué. Ha conosciuto Wèi WúXiàn durante il loro periodo di studi ai Dedalo di Nubi. A causa della sua insicurezza e della sua apparente incompetenza è conosciuto come “Signor Non-so-Niente”.

#### Membri del Clan Wēn di Qíshān
Nome di cortesia: Wēn RuòHán (温若寒S)
Wēn RuòHán era il capoclan del clan Wēn di Qíshān e il padre di Wēn Xù e Wēn Cháo. Era famoso per essere un megalomane imprevedibile.
Nome di cortesia: Wēn Xù (温旭S) 
Primogenito di Wēn RuòHán, responsabile della rappresaglia contro il clan Lán.
Nome di cortesia: Wēn Cháo (温晁S)
Il secondogenito di Wēn RuòHán. Arrogante e prepotente, era a capo dell’indottrinamento al quale hanno dovuto partecipare i discepoli delle altre scuole. È responsabile della rappresaglia contro il clan Jiāng.
Nome di cortesia: Zhào ZhúLiú (赵逐流S)
Rinominato: Wēn ZhúLiú (温逐流S)
Titolo: Mano Fondi-nucleo (化丹手S, Huàdān shǒuP)
Wēn ZhúLiú era uno dei servitori di Wēn RuòHán e il protettore di Wēn Cháo. Era conosciuto come Mano Fondi-nucleo a causa della sua abilità di distruggere il nucleo aureo degli altri cultori.
Nome di nascita: Wáng LíngJiāo (王灵娇S) 
Wáng LíngJiāo era la serva della prima moglie di Wēn Cháo, in seguito è diventata la sua amante. Nonostante i mezzi usati per guadagnare la propria posizione, era arrogante e prepotente, determinata a salvaguardare la sua posizione di favorita di Wēn Cháo e disposta a eliminare possibili rivali.
Nome di nascita: Wēn Qíng (温情S)
Wēn Qíng era la sorella di Wēn Níng ed un medico molto capace del clan Wēn. Il suo ramo della famiglia si è sempre dissociato per quanto possibile dalle azioni di Wēn RuòHán.
Nome di nascita: Wēn Níng (温宁S)
Nome di cortesia: Wēn QióngLín (温琼林S)
Titolo: Generale Fantasma (鬼将军S, Guǐ jiāngjūnP)
Wēn Níng è il fratello minore di Wēn Qíng. Era un ragazzo gentile e insicuro che aiutò Wèi WúXiàn e Jiāng Chéng a sfuggire al clan Wēn.

#### Personaggi dell'arco della Città di Yì (义城S,Yì chéngP)
Nome di cortesia: Xiǎo XīngChén (晓星尘S)
Era un cultore solitario istruito dall’eremita BàoShān la Raminga (抱山散人S, BàoShān SànRénP). Divenne cieco dopo aver donato i propri occhi al suo migliore amico, Sòng Lán. Durante i suoi viaggi incontrò Ā-Qìng e in seguito Xuē Yáng. Essendo cieco, non riuscì a riconoscere Xuē Yáng, un criminale con cui aveva avuto a che fare in passato, e rimase vittima dei suoi inganni.
Nome di nascita: Sòng Lán (宋岚S)
Nome di cortesia: Sòng ZiChēn (宋子琛S)
Il migliore amico di Xiǎo XīngChén. Divenne cieco a causa di Xuē Yáng, in seguito all’attacco al Tempio Báixuě (白雪观S). Mentre era alla ricerca di Xiǎo XīngChén, incontrò Ā-Qìng che cercò di farlo rincontrare con Xiǎo XīngChén, ma prima di poterlo fare vennero intercettati da Xuē Yáng.
Nome: Ā-Qìng (阿箐S)
Era una ragazzina nata con le pupille bianche e che si fingeva cieca per vivere. In seguito all'incontro con Xiǎo XīngChén, iniziò a viaggiare con lui. A differenza sua, Ā-Qìng non si fidò mai di Xuē Yáng, capendo che si trattava di una persona malvagia.
Nome di nascita: Xuē Yáng (薛洋S)
Nome di cortesia: Xuē ChéngMěi (薛成美S)
Era un cultore ospite del clan Jīn e riuscì a ricreare il Sigillo Oscuro della Tigre di Wèi WúXiàn. Era responsabile di svariati crimini, tra cui l’attacco al Tempio Báixuě in cui Sòng Lán perse la vista. 

## Media

### Mànhuà
Tra gli adattamenti de Il gran maestro della scuola demoniaca rientra il mànhuà omonimo pubblicato da KuàiKàn Mànhuà (快看漫画S) a partire dall'8 dicembre 2017. Il fumetto veniva inizialmente aggiornato ogni sabato, ma la pubblicazione è in seguito slittata al lunedì (GMT +08:00).
Il mànhuà ha ricevuto l'argento per Best Web Popularity Comic Adaption alla sedicesima edizione del China Animation Golden Dragon Award e il premio Miglior Mànhuà al China Golden Rooster and Hundred Flowers Film Festival.
Online si possono trovare due versioni del mànhuà: la prima segue la trama del romanzo nonostante alcune modifiche minori e riporta anche lo sviluppo della relazione romantica tra Wèi WúXiàn e Lán WàngJī; la seconda è stata sottoposta a censura ed il rapporto omosessuale tra i due è stato trasformato in amicizia.

### Dònghuà
Una versione animata del romanzo, intitolata Módào zǔshī, è stata prodotta da Tencent Penguin Pictures e B.C May Pictures e trasmessa a partire da luglio 2018 da Tencent Video.
| Stagione | Episodi | Trasmissione | Trasmissione |
| Stagione | Episodi | Inizio       | Fine         |
| -------- | ------- | ------------ | ------------ |
| 1        | 15      | 09/07/2018   | 06/10/2018   |
| 2        | 8       | 03/08/2019   | 31/08/2019   |
| 3        | 12      | 07/08/2021   | 16/10/2021   |

Una serie chibi è iniziata il 31 luglio 2020 ed è costituita da 30 episodi.
Nel 2021 è stata realizzato anche un anime giapponese.

### Radiodramma
Il gran maestro della scuola demoniaca è stato anche trasporto in una serie radiodramma (魔道祖师广播剧S, Módào zǔshī guǎngbòjùP), prodotta da Polar Penguin Studios sotto la supervisione dell'autrice del romanzo. La serie consta di tre stagioni e viene trasmessa dal servizio di streaming cinese MissEvan.com (猫耳FMS). La prima stagione è andata in onda dall'8 giugno al 24 agosto 2018 ed è costituita da 12 episodi ed alcuni extra. La seconda stagione è stata trasmessa dal 5 ottobre 2018 al 5 aprile 2019 e conta 16 episodi e alcuni extra. La terza e ultima stagione è stata mandata in onda dal 17 giugno al 29 dicembre 2019 con un totale di 17 episodi e alcuni extra.
La sigla è "何以歌S" (Héyǐ gēP; lett. 'Cosa cantare') cantata da Aki阿杰S. A partire da S02E11, la sigla è stata sostituita da "忘羡S" (WàngxiànP; lett. 'Dimentica l'invidia'), un duetto tra Wèi WúXiàn e Lán WàngJī. La sigla per la terza stagione è “人间纵我S" (Rénjiān zòngwǒP; lett. 'Selvaggio come me').
La popolarità del radiodramma gli ha permesso di sbarcare in Giappone, dove ha ottenuto un nuovo adattamento prodotto da Brave Hearts in collaborazione con il team della serie originale cinese.

### Webserie
Un altro adattamento de Il gran maestro della scuola demoniaca è stata la webserie Chen qing ling (陈情令S, Chén qíng lìngP), prodotta da Tencent Penguin Pictures e New Style Media. Wèi WúXiàn è interpretato da Xiāo Zhàn e Lán WàngJī da Wáng Yībó. In Cina è stata trasmessa da Tencent Video dal 27 giugno 2019 al 20 agosto 2019 e conta 50 episodi. La sigla, intitolata "忘羡S" (WàngxiànP; lett. 'Dimenticando l'invidia') e in seguito rinominata "无羁S" (Wú jīP; lett. 'Senza ostacoli'), è cantata da Xiāo Zhàn e Wáng Yībó. 

### Film
I morti viventi (陈情令之生魂S, Chén qíng lìng zhī shēng húnP) è un film spin-off di Chen qing ling realizzato nel 2019 diretto da Qiú Zhòngwéi (裘仲维S). La storia si concentra su Wēn Níng (Paul Yú) e Lán SīZhuī (Zhèng Fánxīng) che collaborano per liberare una città da un assassino che si sospetta essere uno spirito maligno.
Viaggio fatale (陈情令之乱魄S, Chén qíng lìng zhī luàn pòP) è un film spin-off di Chen qing ling realizzato nel 2020 diretto da Qiú Zhòngwéi (裘仲维S). La storia narra del viaggio dei due fratelli Niè per ristabilire l'onore della propria famiglia, al contempo Niè HuáiSāng (Jì Lǐ) imparerà ad essere un vero leader Niè con l'aiuto di Niè MíngJué (Wáng Yìzhōu).

### Gioco per cellulare
Il 31 ottobre 2019 è stato annunciato un gioco iOS e Android basato su Il gran maestro della scuola demoniaca.

## Traduzioni ufficiali
Nel 2021, Seven Seas Entertainment ha annunciato la pubblicazione della prima traduzione ufficiale in inglese dell'opera omnia di Mò Xiāng Tóng Xiù.
Il 17 novembre 2022, tramite il loro profilo Instagram Oscar Vault , Oscar Mondadori ha annunciato una nuova collana dānměi di cui faranno parte tutte le opere di Mò Xiāng Tóng Xiù tradotte in italiano. 
L'08 febbraio 2024, Mondadori ha annunciato la pubblicazione della traduzione italiana de Il gran maestro della scuola demoniaca a cura di Maria Teresa Trucillo. L'uscita del primo volume è prevista per marzo 2024.